# Metroid Prime 4: Beyond
Metroid Prime 4: Beyond — будущая компьютерная игра, разрабатываемая студией Retro Studios и издаваемая Nintendo для консолей Nintendo Switch и Nintendo Switch 2. Она была анонсирована во время презентации Nintendo Spotlight на выставке E3 2017 и, по слухам, изначально разрабатывалась Bandai Namco Studios. В январе 2019 года Nintendo объявила о перезагрузке разработки. Новым разработчиком стала студия Retro Studios. В качестве продюсера выступает Кэнсукэ Танабэ, ранее работавший над предыдущими играми подсерии Metroid Prime.

## Игровой процесс
Как и предыдущие игры подсерии Prime, игра представляет собой метроидванию с элементами шутера от первого лица. Игрок управляет героиней Самус Аран с видом от первого лица и должен исследовать локации в поисках артефактов, сражаться с врагами-пиратами и решать различные головоломки. Для продвижения по игре игроку время от времени нужно пользоваться способностями Самус — например, сворачиваться в «морфо-шар» для перемещения по узким проходам или сканировать объекты в поисках подсказок.

## Разработка
Nintendo впервые анонсировала игру во время презентации Nintendo Spotlight на выставке E3 2017. Билл Тринен, директор по маркетингу продуктов в Nintendo of America, подтвердил, что в разработке Metroid Prime 4 будет участвовать продюсер серии Metroid Prime Кэнсукэ Танабэ, но не Retro Studios, которая разрабатывала предыдущие игры серии. Хотя Nintendo официально и не подтверждала эту информацию, в 2018 году сайт Eurogamer сообщил, что Metroid Prime 4 разрабатывается японскими и сингапурскими офисами Bandai Namco Studios; в штат сингапурского офиса входят бывшие сотрудники LucasArts, работавшие над отменённой игрой Star Wars 1313.
В 2018 году тогдашний президент Nintendo of America Реджи Фис-Эме заявил, что Metroid Prime 4 «находится в разработке» и что она «идёт полным ходом». Тем не менее, Nintendo не показала игру во время презентации Nintendo Direct на E3 2018 и заявила, что поделится более подробной информацией только тогда, когда, по их мнению, у них «будет что-то, что поразит людей».
В январе 2019 года генеральный менеджер Nintendo EPD Синъя Такахаси заявил, что разработка Metroid Prime 4 была возобновлена с нуля под руководством Retro Studios и Кэнсукэ Танабэ, а также то, что разработка в предыдущей студии не соответствовала стандартам Nintendo и что решение о перезапуске проекта «было принято нелегко».
В октябре 2020 года Retro Studios разместила на своём сайте объявление о вакансии художника-раскадровщика для работы над «эмоциональными» и «интересными и инновационными сценами, повышающие уровень повествования», и издание Video Games Chronicle восприняло это как указание на более кинематографический акцент по сравнению с предыдущими играми серии Metroid Prime.
18 июня 2024 года на презентации Nintendo Direct был впервые продемонстрирован игровой процесс, обнародовано название с подзаголовком Beyond и объявлено, что игра выйдет в 2025 году. Несмотря на слухи о том, что кадры из трейлера были сняты на новой консоли Nintendo, эксперты из издания Digital Foundry пришли к заключению, что игра всё-таки была запущена на обычной Switch, а разработчики просто пошли на различные ухищрения для достижения хорошей картинки.
2 апреля 2025 года, во время подробной презентации Nintendo Switch 2, было объявлено, что Metroid Prime 4: Beyond, наряду с другими играми Nintendo для первой Nintendo Switch, получит обновлённую версию для новой консоли. Среди улучшений имеются повышенные частота кадров и разрешение, а также новые схемы управления.